# 昭通唐松草
昭通唐松草（学名：Thalictrum glandulosissimum var. chaotungense）为毛茛科唐松草属下的一个变种。

## 扩展阅读
- 維基物種上的相關：昭通唐松草